# Нилин, Александр Павлович
Александр Павлович Нилин (род. 31 июля 1940, Москва) — советский и российский журналист, спортивный обозреватель,  писатель.

## Биография
Сын писателей Павла Нилина и Матильды Юфит, брат поэта Михаила Нилина.
Детство провёл в писательском посёлке Переделкино, где отец с конца 1930-х годов имел дачу. Во время Великой Отечественной войны находился в эвакуации в Ташкенте.
Был близко знаком с литераторами круга общения отца — Фадеевым, К. Чуковским (от которого имел расписку с обещанием вручить первый изданный экземпляр «Бибигона»), Катаевым, Сергеем Смирновым, детьми семей писателей — Анатолием Серовым, Павлом Катаевым, Борисом Ардовым, Евгением Чуковским, Андреем Смирновым и другими. Был представлен Анне Ахматовой.
Учился в московской средней школе № 146, одноклассником был известный впоследствии хоккеист Виктор Кузькин.
В 1957 году поступил в школу-студию МХАТ, учился у Олега Ефремова, Александра Карева, Михаила Кедрова, однокурсниками были Галина Соколова, Виктор Тульчинский и Всеволод Шиловский, познакомился и стал дружен с учившимся курсом старше Владимиром Высоцким, двумя годами старше учился Вячеслав Невинный.
Через полтора года, решив не продолжать учёбу на актёра, перевёлся в Московский университет на факультет журналистики. В 1963 году проходил практику в молодёжной газете в Волгограде.
Получил приглашение сняться в роли фотографа Вайнштейна в фильме «Живые и мёртвые», но от участия в съёмках отказался, не желая прерывать учёбу в университете.
Окончил факультет журналистики МГУ, рукодитель дипломной работы профессор А. В. Западов. С 1964 года работал в Агентстве печати «Новости». Освещал I Всесоюзный кинофестиваль в Ленинграде (1964).
Познакомившись с боксёром Виктором Агеевым, написал о нём, а после стал писать о спорте. Окончил Высшие сценарные курсы (1978), учился режиссуре у Андрея Тарковского, однокурсником был Георгий Николаев.
Сотрудничал в газете «Советский спорт», работал спортивным обозревателем газеты «Неделя», других спортивных изданий.
Заместитель главного редактора журнала «Советский Союз» (1991, переименованный в «Воскресенье»). Затем занимал руководящие должности в журнале «Обозреватель» (заместитель главного редактора, 1994—1997), был главным редактором журнала «Спорт-клуб» (1997—1999).
Газетная статья А. Нилина о Геннадии Шпаликове стала предисловием к итальянскому изданию его сценариев.
С 2019 года ведёт авторский YouTube-канал, на котором выступает с рассказами об «известных личностях и важных событиях, свидетелем которых становился он сам».
В 2020 году к 80-летию Нилина продюсерский центр «Динамо» и кинокомпания «ВИБ-фильм» выпустили документальный фильм «80 лет одного дня». Премьера состоялась на телеканале «Культура».
Первая супруга — Нилина Елена Владимировна (1945—2013)
Супруга — литературовед Наталья Иванова.

## Фильмография
- «Марина Ладынина. От страсти до ненависти» (документальный). Первый канал, 2007[8]
- «Тайны кино. Звёзды „Советского экрана“ 1970-х годов» (документальный), 2018
- «Спорт XX века» (документальный). Онлайн-кинотеатр KION, 2021

## Сценарии
- «Жребий» (худ. фильм). Киностудия им. М. Горького, 1974 (совместно с Александром Марьямовым)
- «Был такой Щагин» (док.). ТВ, 1987
- «Невозможный Бесков» (док.). ТВ (ТО «Экран»), 1988
- «У микрофона Юрий Левитан» (док.). ТВ (Гостелерадио СССР), 1989
- «Лев Яшин — Эдуард Стрельцов. Перекрёстки…» (док). ТВ (киновидеостудия «Юность»), 2005